# Czesław Krzowski
Czesław Antoni Krzowski (ur. 22 lipca 1885 w Warszawie) – major piechoty Wojska Polskiego, działacz niepodległościowy.

## Życiorys
Urodził się w Warszawie, w rodzinie Antoniego, garbarza i Eugenii z Sadowskich. Od 6 grudnia 1915 do 10 sierpnia 1916 służył na froncie wołyńskim w nieustalonej formacji Legionów Polskich. Walczył m.in. pod Polską Górą, Optową oraz w odwrocie znad Styru i Stochodu. 9 kwietnia 1917 został odnotowany w Komisariacie Werbunkowym do WP we Włocławku i przedstawiony do odznaczenia austriackim Krzyżem Wojskowym Karola.
Służył w 36 Pułku Piechoty Legii Akademickiej w Warszawie. 3 maja 1922 został zweryfikowany w stopniu kapitana ze starszeństwem z 1 czerwca 1919 i 1705. lokatą w korpusie oficerów piechoty, a 18 lutego 1928 mianowany majorem ze starszeństwem z 1 stycznia 1928 i 174. lokatą w korpusie oficerów piechoty. W kwietniu tego roku został przeniesiony do 77 Pułku Piechoty w Lidzie na stanowisko dowódcy II batalionu. W lipcu 1929 został przesunięty na stanowisko obwodowego komendanta Przysposobienia Wojskowego, a w marcu 1931 przesunięty na stanowisko kwatermistrza. Z dniem 31 grudnia 1931 został przeniesiony w stan spoczynku. W 1934, jako oficer stanu spoczynku pozostawał w ewidencji Powiatowej Komendy Uzupełnień Poznań Miasto. Posiadał przydział do Oficerskiej Kadry Okręgowej Nr VII. Był wówczas „przewidziany do użycia w czasie wojny”.
W 1932 został burmistrzem Grodziska Wielkopolskiego. 1 maja 1935 został burmistrzem tymczasowym Nowego Tomyśla.
W 1921 po zmianie wyznania na ewangelicko-reformowane i uzyskaniu rozwodu z pierwszą żoną (nieznaną z imienia) poślubił w kościele ewangelicko-reformowanym w Warszawie 25 kwietnia 1922 roku Zofię Józefę z Mirewiczów.

## Ordery i odznaczenia
- Krzyż Niepodległości – 6 czerwca 1931 „za pracę w dziele odzyskania niepodległości”[16]
- Krzyż Walecznych dwukrotnie[17][18][19]